# Eupithecia basurmanca
Eupithecia basurmanca — вид метеликів родини П'ядуни (Geometridae).

## Назва
Метелик описаний у 2012 році російським ентомологом Володимиром Мироновим та німецьким лепідоптерологом Ульріхом Ратцелем. Видова назва basurmanca походить від російського застарілого слова «басурманка», що означає «жінка-нехристиянка» (переважно так називали мусульманок).

## Поширення
Вид є ендеміком іранської провінції Мазендеран.

## Опис
Розмах крил становить близько 22 мм. Передні крила вохристо-коричневого забарвлення. Задні крила блідніші з темними краями.